# Loukkuneva-Isoneva
Loukkuneva-Isoneva este o arie protejată (arie specială de conservare — SAC, sit de importanță comunitară — SCI) din Finlanda întinsă pe o suprafață de 780 ha, integral pe uscat.

## Localizare
Centrul sitului Loukkuneva-Isoneva este situat la coordonatele 64°34′05″N 25°50′06″E / 64.5681°N 25.835°E.

## Înființare
Situl Loukkuneva-Isoneva a fost declarat sit de importanță comunitară în august 1998 pentru a proteja 1 specie de animale. Situl a fost protejat și ca arie specială de conservare în aprilie 2015.

## Biodiversitate
Situată în ecoregiunea boreală, aria protejată conține 4 habitate naturale: Turbării active, Mlaștini turboase de tranziție și turbării mișcătoare, Turbării Aapa, Mlaștini împădurite.
La baza desemnării sitului se află o specie protejată de  mamifere: vidră de râu (Lutra lutra).